# Pseudomecas suturalis
Pseudomecas suturalis là một loài bọ cánh cứng trong họ Cerambycidae.